# Giovanni Battista Aleotti

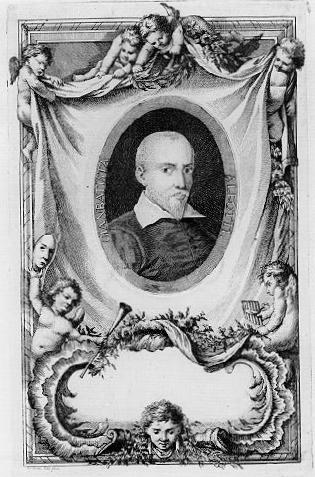
Giovan Battista Aleotti

Giovanni Battista Aleotti, född 1546, död 12 december 1636, var en italiensk arkitekt.
Aleotti arbetade som hovets och stadens arkitekt i Ferrara, och hans verk finns i flera av stadens kyrkor. Störst betydelse fick han för teaterrummets utformning. Aleottis berömda Teatro Farnese i Parma var den förste teatern som utrustades med en permanent prosceniebåge. Den kom att bli prototypen för teaterbyggandet under flera sekel framöver. Lika betydelsefull blev Aleottis insats att utveckla ett secenmaskineri med skjutbara flata dekorelement för sina teatrar.